# 核桃油

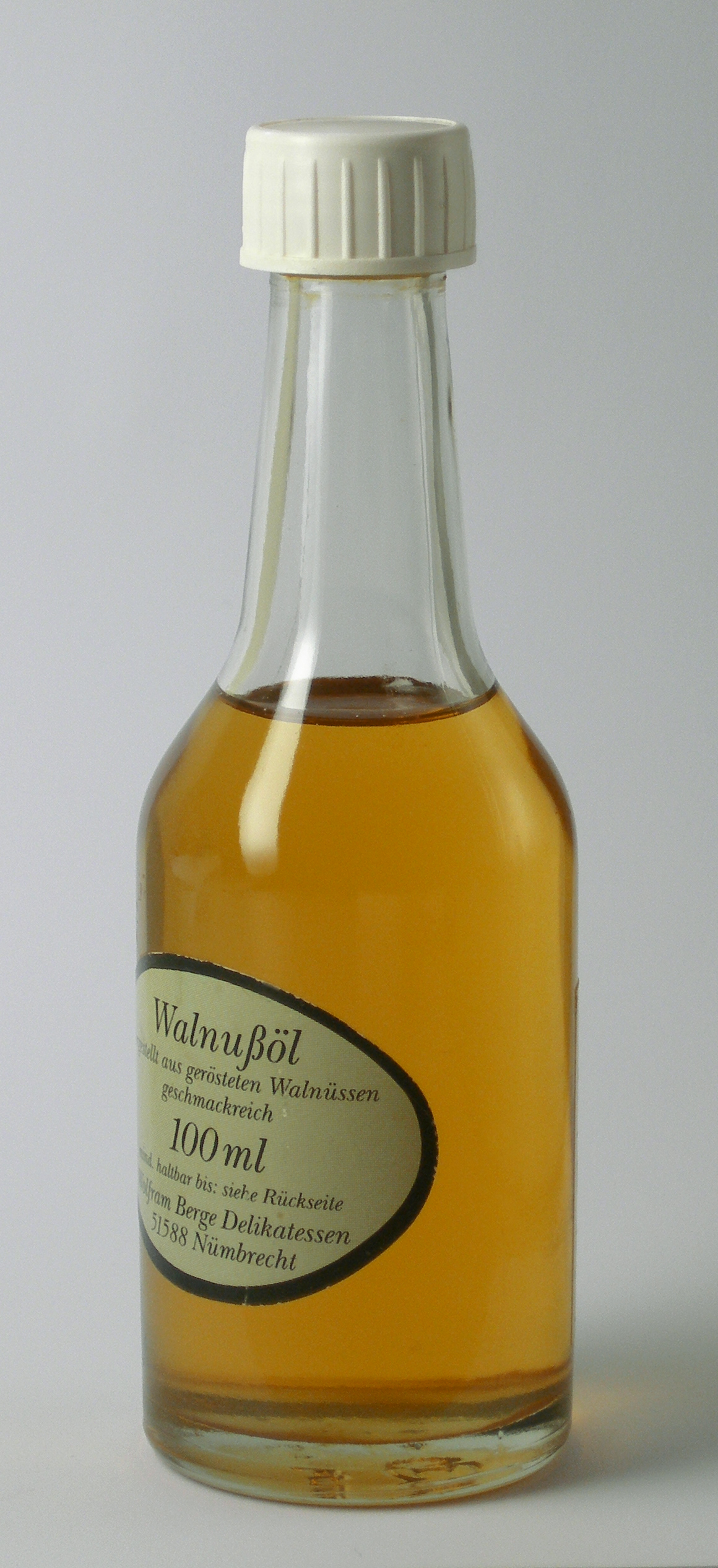
核桃油

核桃油（英語：Walnut oil）又稱胡桃油，是從普通胡桃中提煉的植物油。核桃油主要由多元不飽和脂肪（佔總脂肪的72％）組成，其中α-亞麻酸為14%，亚油酸為58%，油酸為13％，飽和脂肪為9％。